# Galleria degli Uffizi nella seconda guerra mondiale
La Galleria degli Uffizi fu svuotata dopo l'entrata dell'Italia nella seconda guerra mondiale e le opere d'arte furono trasferite in rifugi ritenuti sicuri.

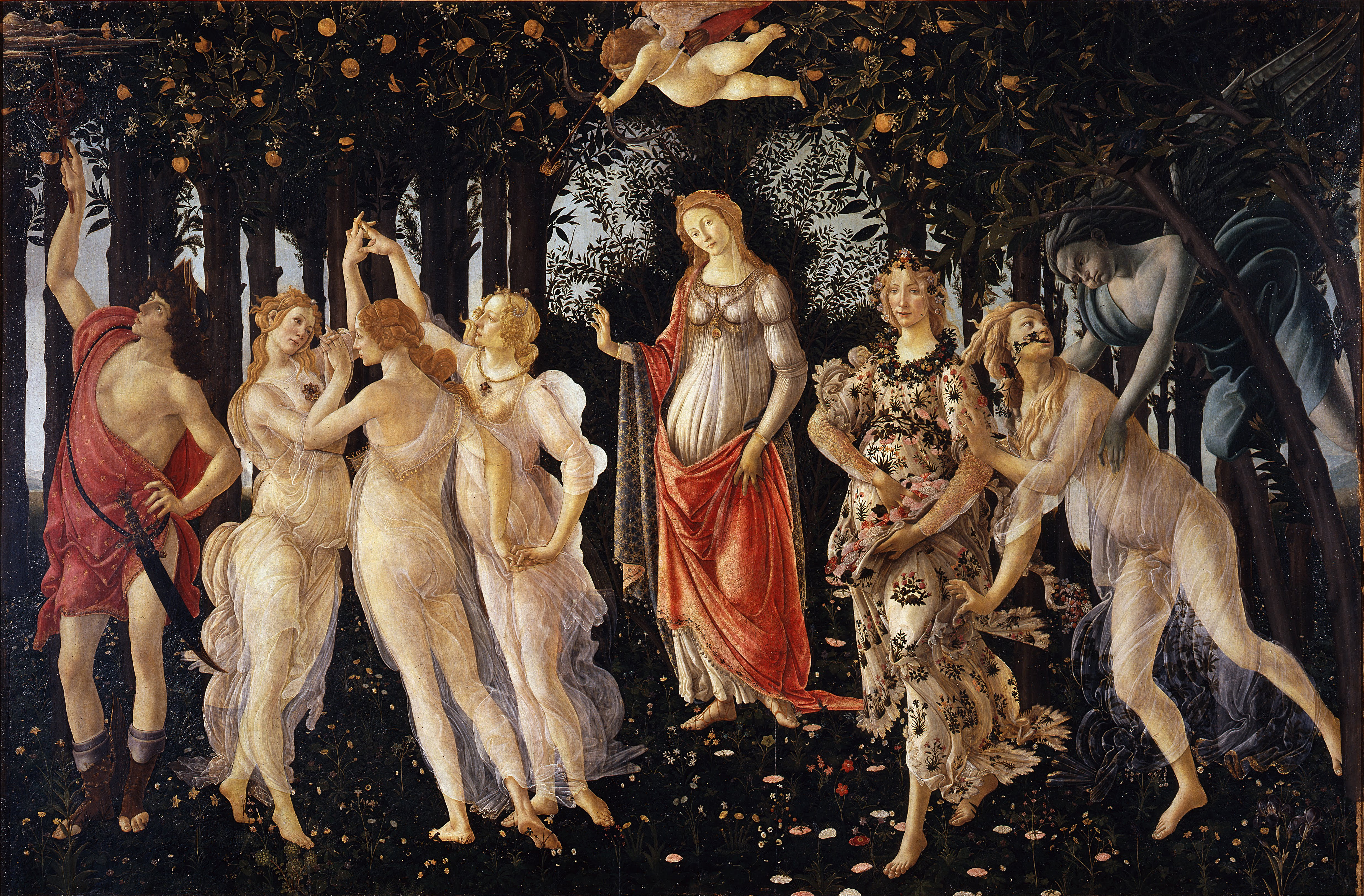
Botticelli, La Primavera

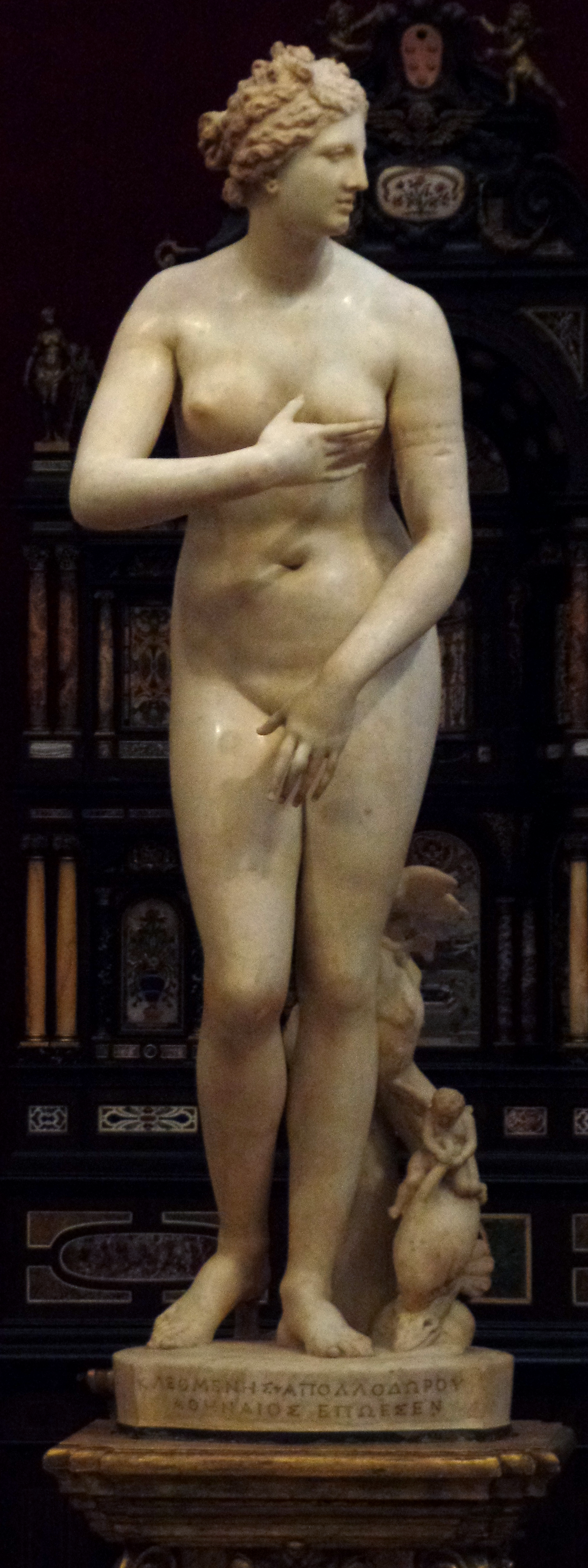
Venere de' Medici, I secolo a.C circa

## Storia
A maggio 1938 Benito Mussolini aveva accompagnato Adolf Hitler in visita alla Galleria degli Uffizi. Erano passati attraverso il Corridoio vasariano ed entrati negli Uffizi si erano soffermati nelle varie sale. Nulla faceva prevedere, dopo due anni, la diaspora temporanea di tanti capolavori che erano stati raccolti dai Medici e poi dai Soprintendenti che si erano succeduti durante il Regno d'Italia.
Il 16 giugno 1940 la Soprintendenza alle Gallerie di Firenze, nella persona di Giovanni Poggi, provvide ad iniziare immediatamente le operazioni atte alla protezione delle opere d’arte secondo dei progetti già elaborati in precedenza. Fra il 13 e il 28 giugno 1940, gli Uffizi vennero svuotati dei più noti e fragili capolavori (le casse erano state preparate in anticipo e in gran segreto) e questo patrimonio di opere d'arte fu trasferito nella Villa medicea di Poggio a Caiano. Si trattava di 550 dipinti e di 11 sculture antiche, fra cui la Venere de' Medici. Analogamente vennero ricoverate presso Palazzo Pretorio di Scarperia le opere d’arte di maggior pregio di proprietà di enti o collocate nelle chiese.
Una tale concentrazione di opere d'arte costituiva tuttavia un pericolo, così si scelse in un secondo tempo di dividerle in più rifugi e di aumentare il numero delle opere protette. Per questo scopo furono scelti altri rifugi, tra cui: il castello dei Conti Guidi a Poppi; la villa del Monte a Galliano nel Mugello, dove trovarono posto 678 autoritratti; la Villa Salviati presso Firenze che ospitò 889 ritratti della Serie gioviana e del Corridoio vasariano; la villa di Montegufoni, dove nel 1942 stazionarono anche dipinti di Giotto, di Masaccio, di Cimabue, di Paolo Uccello, la Primavera di Sandro Botticelli e la Madonna del Popolo di Federico Barocci; la villa Bossi-Pucci di Montagnana (Montespertoli); il castello e la villa Guicciardini a Poppiano (Montespertoli); il castello di Oliveto di Leone Guicciardini a Castelfiorentino e altri rifugi ritenuti sicuri.
Nasceva tuttavia un altro problema: difficoltoso, anzi impossibile per la Soprintendenza un controllo diretto di tanti rifugi, sparsi in località diverse. Cesare Fasola, funzionario della Soprintendenza, ha narrato i dubbi, le perplessità, i disastri di quei tempi: il deposito della villa Bossi-Pucci fu praticamente svuotato dai tedeschi e quello del castello di Poppiano a Montespertoli depauperato: le opere furono trasferite al nord e arrivarono fino in Alto Adige, allora inserita nella Operationszone Alpenvorland, in due località in provincia di Bolzano.
Nelle vicinanze del castello di Montefugoni - scrive il Fasola - il 20 luglio 1944 era in corso un bombardamento, mentre i Giotto e i Cimabue erano appesi alle pareti di un salone, sotto un soffitto di legno che poteva bruciare da un momento all'altro. Ma il guardiano pregava davanti ai dipinti: Santini, aiutateci! e fu esaudito. Il generale britannico Harold Alexander, comandante supremo delle forze alleate del Mediterraneo negli anni 1944-1945, arrivò a Montegufoni alla testa di una piccola colonna di tre jeeps, il 3 agosto 1944. Era accompagnato dal suo Capo di Stato Maggiore Generale Harding, dal Comandante della VIIIª Armata Britannica Generale Leese, dal tenente Hartt (MFAA) e dal corrispondente di guerra della BBC Wynford Vaughan-Thomas. Il Generale Alexander poté così ammirare i capolavori d'arte custoditi a Montegufoni, in particolare si trattenne a lungo in ammirazione avanti alla "Primavera".
A partire dalla primavera del 1945 iniziarono le operazioni per riportare le opere d'arte presenti nei vari depositi verso le gallerie fiorentine, operazione che si protrasse fino al dicembre dello stesso anno.

### Opere d'arte trafugate dai tedeschi
A Montagnana mancavano 330 dipinti, fra quelli appartenenti agli Uffizi e quelli di Palazzo Pitti; altri erano stati sottratti a Poppi e a Barberino di Mugello, per un totale di 527 dipinti. Mancavano, fra le altre, opere di Pietro Lorenzetti, di Lorenzo Monaco, di Antonio del Pollaiolo, di Sandro Botticelli, di Luca Signorelli, di Perugino, di Andrea del Sarto, di Agnolo Bronzino, di Giovanni Bellini, di Caravaggio e, tra i pittori stranieri, mancavano opere di Rogier van der Weyden, di Albrecht Dürer, di Lucas Cranach il Vecchio, di Antoon van Dyck.

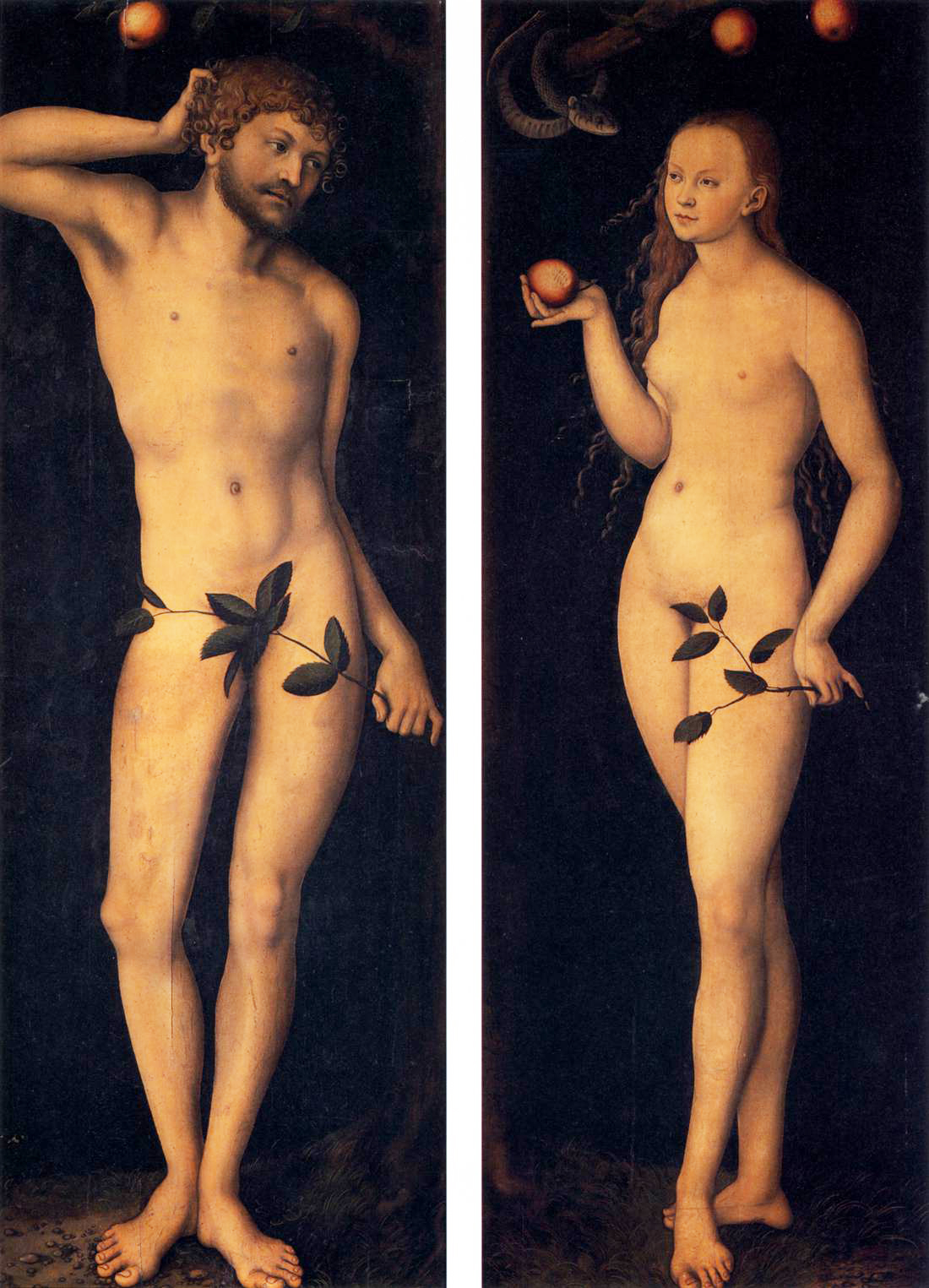
Lucas Cranach il Vecchio, Adamo ed Eva, 1528

Nella villa medicea di Poggio a Caiano erano state sottratte 58 casse, tra cui quella contenente la Venere de' Medici e, dal rifugio di Uliveto Terme, il dipinto Adamo ed Eva di Lucas Cranach il Vecchio era stato riportato a Firenze dai tedeschi in epoca imprecisata e quindi trasferito, per destinazione ignota, nascosto dentro una autoambulanza della Croce Rossa.
Su autocarri tedeschi queste opere d'arte erano partite verso il Nord. In una villa, in provincia di Modena, a metà agosto 1944 si svolse una festa da ballo e furono esposti alcuni dipinti, tra cui opere di Tiziano. 
I capolavori degli Uffizi arrivarono in depositi presso il castello di Giovo a San Leonardo in Val Passiria ed il castello di Neumelans a Campo Tures in Val Pusteria, pronti a passare il confine con l'Austria. Il servizio informativo, organizzato da Rodolfo Siviero, seguiva gli spostamenti delle opere d'arte degli Uffizi.

#### Il ritorno a Firenze
Le opere d'arte appartenenti agli Uffizi trafugate in Alto Adige furono consegnate dagli Alleati, nella persona del tenente americano Frederich Hartt dei Monuments Men, al funzionario della Soprintendenza Filippo Rossi, il quale organizzò il loro trasferimento, per ferrovia, fino a Firenze, dove arrivarono il 21 luglio 1945. In Piazza della Signoria, alla restituzione ufficiale, intervenne tutta la città. Sul primo autocarro che attraversò le strade fiorentine il soprintendente Poggi aveva fatto scrivere: Le opere d'arte fiorentine tornano dall'Alto Adige alla loro sede.